# Lola T97/30
Lola T97/30 — болид Формулы-1 команды MasterCard Lola, спроектированный под руководством Эрика Бродли и построенный компанией Lola Cars для участия в чемпионате 1997 года.

## История
Команда Lola приступила к разработке собственного шасси Формулы-1 только в конце 1996 года и через четыре месяца болид был готов. Первоначально было запланировано начать выступления в 1998 году. Но под давлением главного спонсора, компании MasterCard, дебютным сезоном должен был стать 1997 год. Модель T97/30 была построена с применением технологий IndyCar и отличалась большой разгонной динамикой и низкой прижимной силой. Машина даже не успела пройти испытаний в аэродинамической трубе и тестов на трассе.
Команда MasterCard Lola дебютировала на Гран-при Австралии. Всего несколько заездов показали, что новая машина ужасно медленна. Главными проблемами стали коробка передач и аэродинамика. В результате аэродинамических недостатков шины даже не могли нагреться до оптимальной температуры. Пилоты жаловались не только на недостаток скорости на прямых, но и на проблемы с прижимной силой, из-за чего в поворотах машиной было ужасно трудно управлять. В квалификации оба гонщика проиграли времени поула более десяти секунд и не были допущены на старт гонки по правилу 107 %.
Команда привезла машины на второй этап в Бразилию на трассу Интерлагос. Однако накануне Гран-при Бразилии, Lola объявила о том, что не примет участие в гонке из-за финансовых и технических проблем.